# Armas Toivonen
Armas Adam Toivonen, född 20 januari 1899 i Halikko, död 12 september 1973 i Helsingfors, var en finländsk friidrottare.
Toivonen blev olympisk bronsmedaljör på maraton vid sommarspelen 1932 i Los Angeles.